# 24. Międzynarodowy Festiwal Filmowy w Wenecji

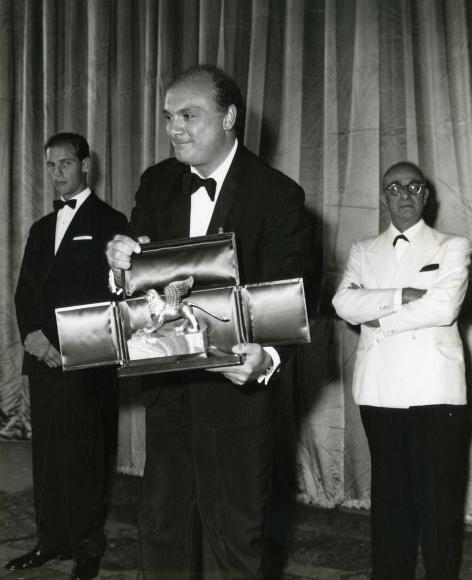
Francesco Rosi ze Złotym Lwem.

24. Międzynarodowy Festiwal Filmowy w Wenecji odbył się w dniach 24 sierpnia – 7 września 1963 roku.
Jury pod przewodnictwem włoskiego krytyka filmowego Artura Lanocity przyznało nagrodę główną festiwalu, Złotego Lwa, włoskiemu filmowi Ręce nad miastem w reżyserii Francesco Rosiego. Drugą nagrodę w konkursie głównym, Nagrodę Specjalną Jury, przyznano ex aequo francuskiemu obrazowi Błędny ognik w reżyserii Louisa Malle'a oraz radzieckiemu filmowi Ewakuacja w reżyserii Igora Tałankina.

## Członkowie jury

### Konkurs główny
- Arturo Lanocita, włoski krytyk filmowy − przewodniczący jury[2]
- Guido Aristarco, włoski krytyk filmowy
- Piero Gadda Conti, włoski krytyk filmowy
- Siergiej Gierasimow, rosyjski reżyser
- Lewis Jacobs, amerykański krytyk filmowy
- Hidemi Kon, japoński krytyk literacki
- Claude Mauriac, francuski pisarz i krytyk filmowy